# Leucandra villosa
Leucandra villosa är en svampdjursart som beskrevs av Lendenfeld 1885. Leucandra villosa ingår i släktet Leucandra och familjen Grantiidae.
Artens utbredningsområde är havet kring Australien. Inga underarter finns listade i Catalogue of Life.